# Boris Avrukh
Boris Avrukh é um jogador de xadrez de Israel com participação nas Olimpíadas de xadrez de 1998 a 2012. Boris conquistou a medalha de ouro por performance individual no segundo tabuleiro reserva em 1998 e uma de bronze em 2006 no quarto tabuleiro. Por equipes, conquistou a medalha de prata em 2008 no terceiro tabuleiro.